# 208 TCN
Năm 208 trước công nguyên (TCN) là một năm trong lịch Julius. 